# Missione di San Juan Bautista
La missione di San Juan Bautista (in inglese: Mission San Juan Bautista; in spagnolo: Misión de San Juan Bautista) nella contea di San Benito è la quindicesima missione spagnola istituita in California (Stati Uniti). Fondata il 24 giugno 1797 dal francescano Fermín Lasuén, è dedicata a Giovanni Battista e dà a sua volta il nome alla città di San Juan Bautista. È specialmente nota come set esterno del film La donna che visse due volte.

## Descrizione

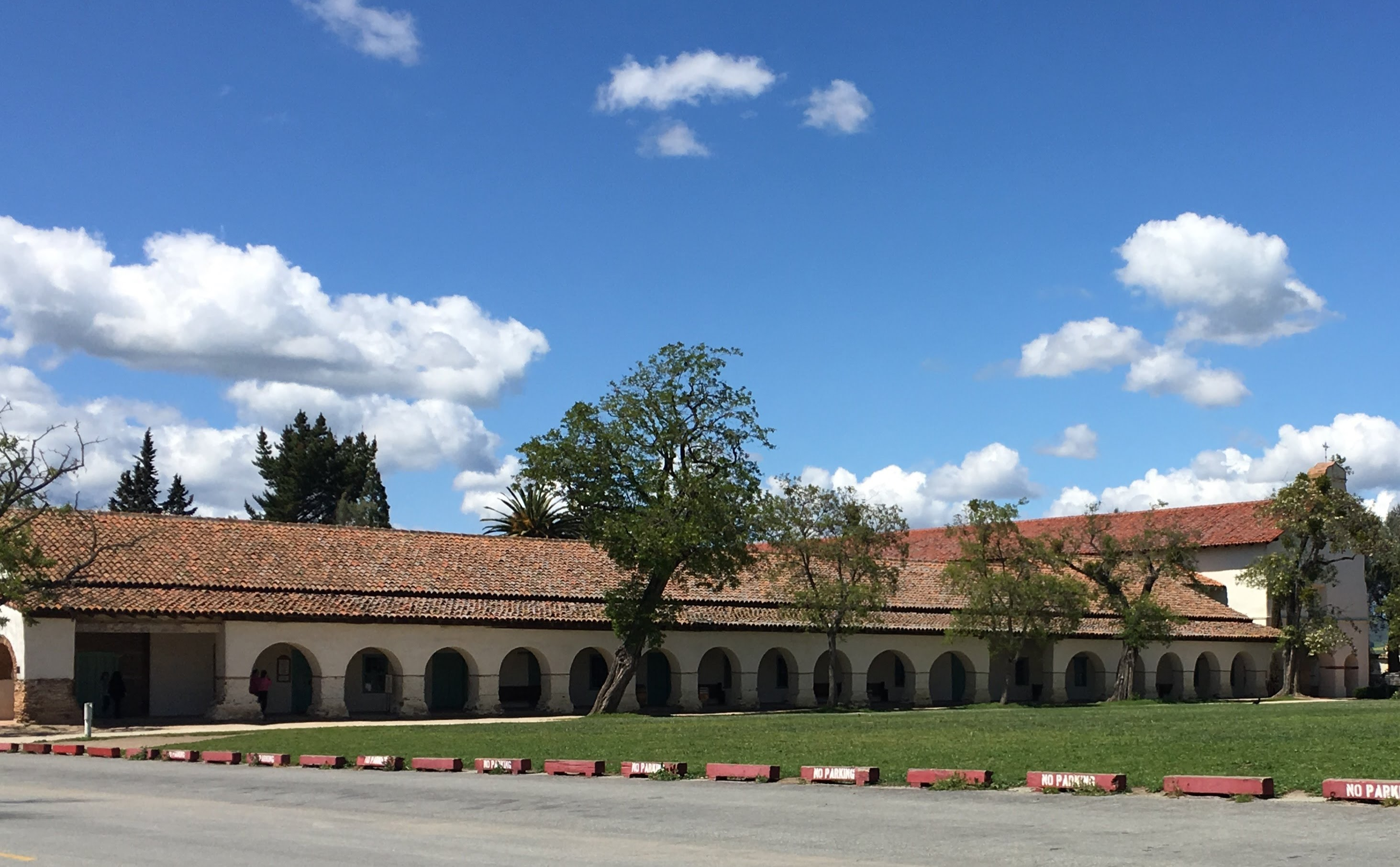
Veduta del complesso

La missione conserva nell'aspetto originale un accampamento militare, un convento, la costruzione coloniale in terra cruda detta José Castro House e altri edifici eretti intorno a un'ampia piazza erbosa di fronte alla chiesa. Quest'ultima è dotata di campanile a vela con tre campane, collocato presso l'ingresso.

## Storia
L'istituzione della missione nel 1797 sviluppò rapidamente la popolazione del luogo, l'agricoltura e l'allevamento. I nativi Ohlone, autoctoni della valle locale, vi furono tradotti e battezzati, seguiti poi dagli Yokut della Central Valley. Nel 1803 risultavano residenti a San Juan Bautista 1 036 nativi, vi si contavano 1 036 capi bovini, 4 600 ovini, 22 suini, 540 equini e 8 ibridi (muli) e la raccolta di frumento, orzo e mais, secondo le stime, ammontava a 2 018 fanegas, ciascuna approssimativamente pari a 220 libbre o 100 kg.
Nei primi anni San Juan Bautista si conquistò l'appellativo di «missione della musica», grazie all'iniziativa di padre Pedro Estévan Tápis, qui giunto nel 1815 ad assistere l'azione educativa di Felipe Arroyo de la Cuesta. Fino alla morte nel 1825, Tápis insegnò il canto ai nativi e formò cori di ragazzi che si esibivano per i visitatori. Il missionario sfruttava un sistema di notazione polifonica sviluppato in Spagna e basato su una scrittura a colori; il museo della missione conserva due dei suoi cantorini manoscritti.

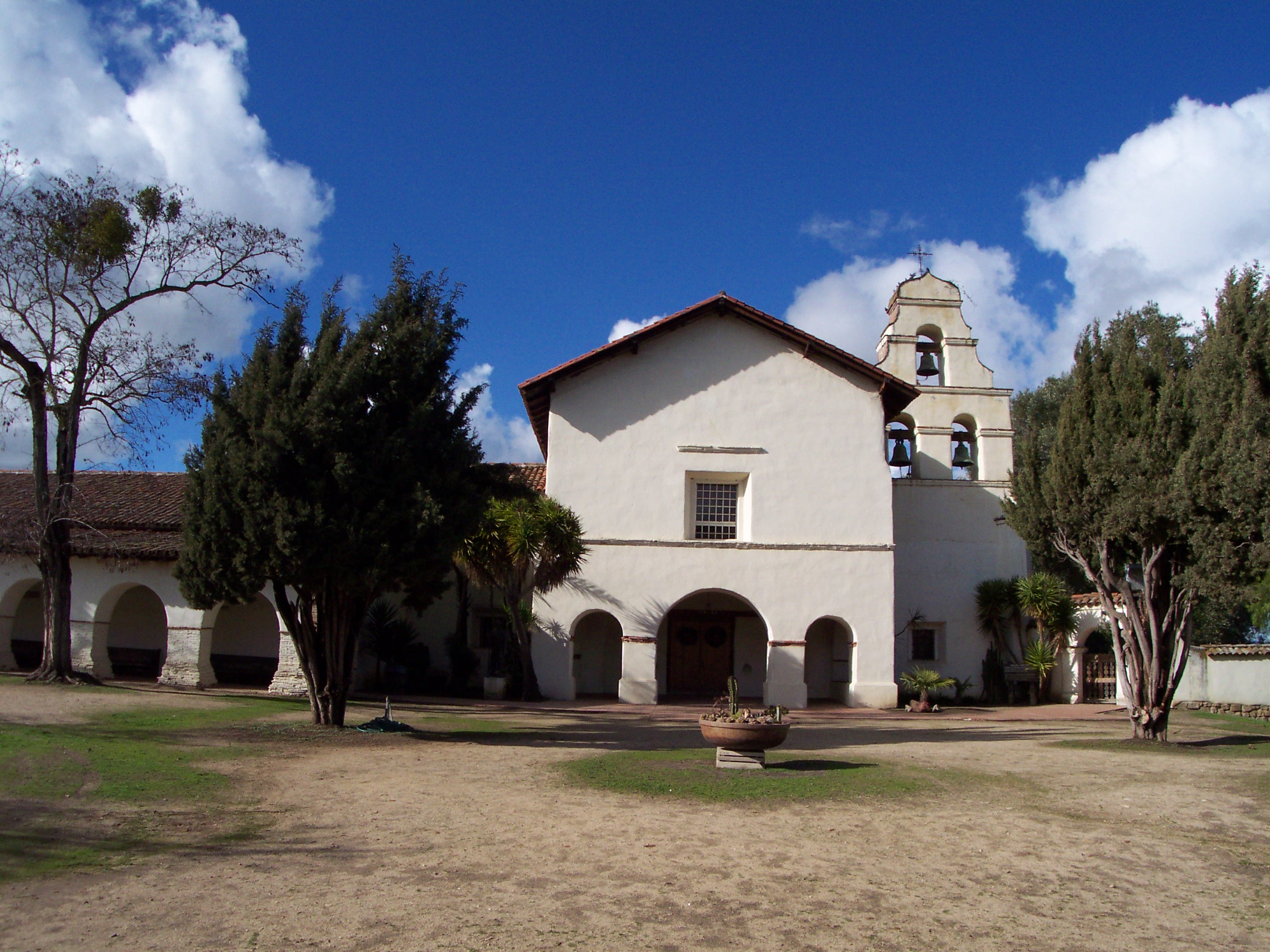
Facciata

La città omonima sorta intorno al complesso si estese velocemente durante la corsa all'oro californiana e da quel momento rimase sempre un centro fiorente.
Nel 1835 la chiesa fu secolarizzata, ma dopo la restituzione alla Chiesa e la successiva riconsacrazione nel 1859 restò parrocchiale della diocesi di Monterey.
Il sito è adiacente alla faglia di Sant'Andrea, in una cui scarpata, poco a est del santuario, giace una diramazione sterrata dello storico Camino Real che collega le missioni californiane. L'adiacenza della faglia ha reso la missione vulnerabile ai terremoti, che la danneggiarono in particolare nel 1800 e nel 1906. Mai completamente distrutta, tuttavia, fu restaurata dapprima nel 1884, e poi di nuovo nel 1949 con il sostegno finanziario della Hearst Foundation. Il campanile è stato interamente restaurato nel 2010.
Alla missione si celebra la messa ogni giorno dal tempo della fondazione; il complesso include un cimitero, che ospita le spoglie di oltre 4 000 persone, tra conversi nativi e missionari europei.

## La missione nel cinema

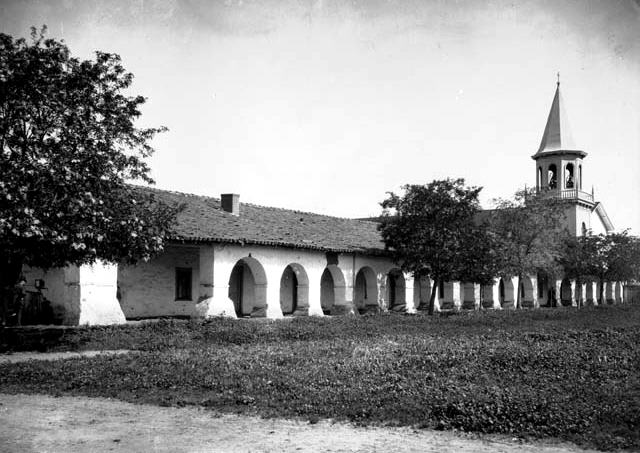
Immagine della missione presa tra il 1880 e il 1910: il campanile esistente all'epoca fu poi distrutto da un incendio

La missione e i suoi luoghi sono stati resi celebri dal film La donna che visse due volte di Alfred Hitchcock (1958), ma l'alto campanile intorno al quale ruota l'epilogo della vicenda non è mai esistito. Poiché infatti la chiesa è priva di una vera torre campanaria – che era stata costruita dopo la secolarizzazione ma fu demolita dopo un incendio – Hitchcock ne aggiunse una (diversa dall'originale) per mezzo di effetti speciali sviluppati negli studi Paramount di Los Angeles, sfruttando modellini in scala, disegni satinati e trucchi fotografici. La scalinata interna fu assemblata in studio.